# کارنامه هنری کیت وینسلت

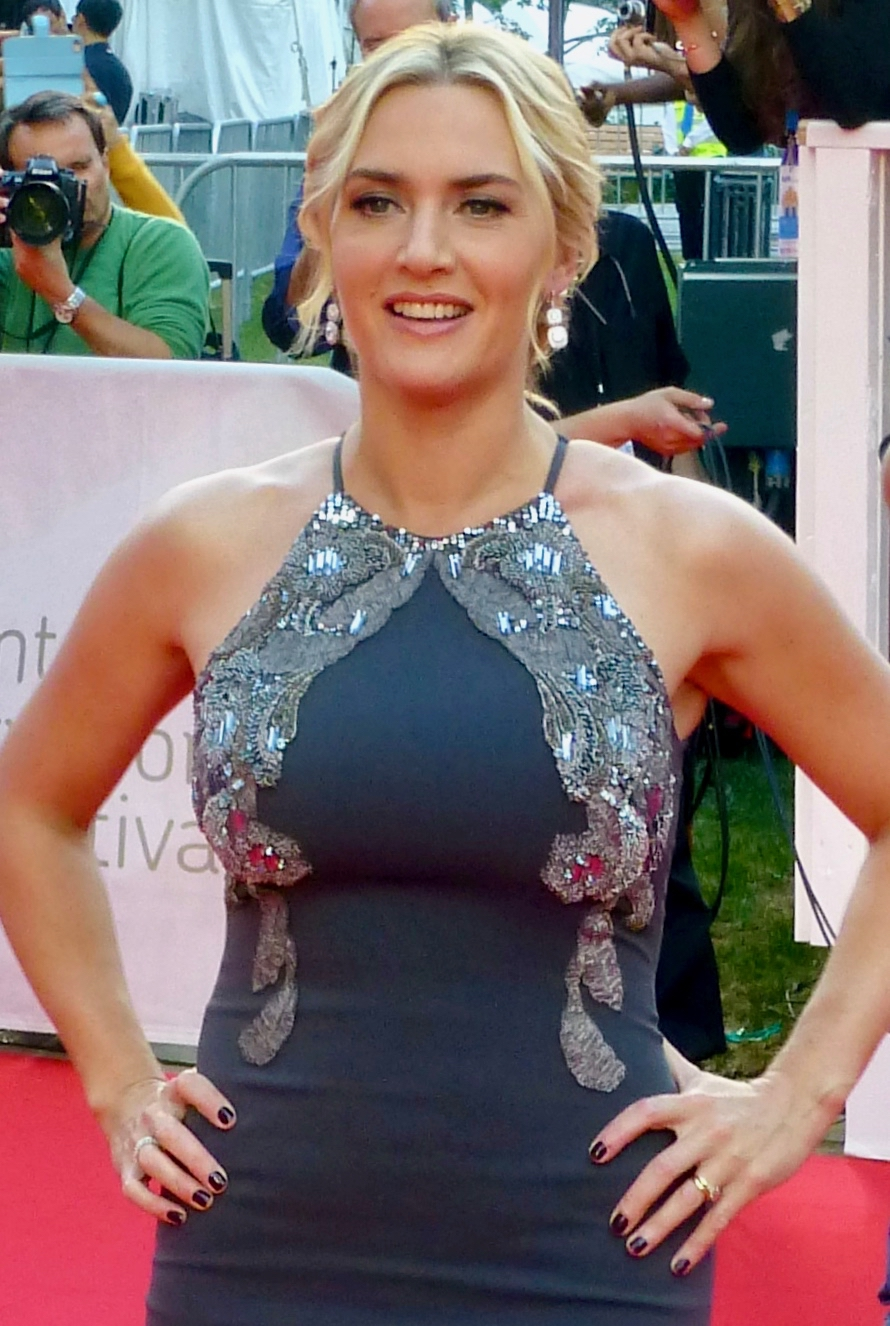
وینسلت در جشنواره بین‌المللی فیلم تورنتو ۲۰۱۵

کیت وینسلت بازیگر انگلستانی است که فعالیت بازیگری را در ۱۵ سالگی با ایفای نقش در مجموعهٔ تلویزیونی فصل تاریک (۱۹۹۱) از شبکهٔ بی‌بی‌سی آغاز کرد. او در تلویزیون بریتانیا چندین نقش را ایفا کرد و مدتی بعد بازیگری در سینما را ایفای نقش اصلی جولیت هیوم در فیلم جنایی موجودات آسمانی (۱۹۹۴) به کارگردانی پیتر جکسون تجربه کرد. وینسلت با ایفای نقش ماریان داشوود در فیلم عقل و احساس (۱۹۹۵) شناخت گسترده‌تری را کسب کرد. او برای این نقش‌آفرینی نامزد دریافت جایزهٔ اسکار و برندهٔ جایزهٔ بفتا و انجمن بازیگران فیلم در رشتهٔ بهترین بازیگر نقش مکمل زن شد. در همان سال، او در نمایش لوده‌گری آنچه پیشخدمت دید نوشتهٔ جو اورتن در تئاتر رویال اکسچینج، منچستر به روی صحنه رفت. در سال ۱۹۹۷، او در کنار لئوناردو دی‌کاپریو در فیلم حماسی-عاشقانه تایتانیک به کارگردانی جیمز کامرون به ایفای نقش پرداخت که در آن زمان پرفروش‌ترین فیلم جهان شد؛ او برای این نقش‌آفرینی به بازیگری با شهرت جهانی تبدیل شد. وینسلت برای این نقش نامزد دریافت جایزهٔ اسکار بهترین بازیگر نقش اول زن شد و در آن زمان چهارمین شخص جوانی بود که در این رشته نامزد شده‌است.
وینسلت تایتانیک را با نقش‌هایی در فیلم‌های مستقل با ژانر درام دورانی دنبال کرد که مورد تحسین منتقدان قرار گرفتند اما در میان مخاطبان چندان دیده نشدند. او در مراکش (۱۹۹۸) نقش مادری تنها و ناامید، در دود مقدس! (۱۹۹۹) نقش زنی استرالیایی که توسط یک فرقه مذهبی شستشوی مغزی می‌شود، در قلم‌پرها (۲۰۰۰) نقش زن لباس‌شو سرکوب‌شدهٔ جنسی و در آیریس (۲۰۰۱) نقش رمان‌نویس آیریس مرداک را ایفا کرد. او برای فیلم آیریس، سومین بار نامزد دریافت جایزهٔ اسکار شد. وینسلت بابت روایت داستانی کوتاه در کتاب صوتی به قصه‌گو گوش بده (۱۹۹۹) یک جایزهٔ گرمی دریافت کرد و برای فیلم انیمیشن سرود کریسمس: فیلم (۲۰۰۱) تک‌آهنگ «چه می‌شد اگر» را اجرا کرد. فیلم عاشقانه و علمی-تخیلی درخشش ابدی یک ذهن پاک (۲۰۰۴) یکی از اولین نقش‌های وینسلت بود که داستانش در دوران امروزی جریان دارد. این روند را با ایفای نقش سیلویا لولین دیویس در فیلم در جستجوی ناکجاآباد (۲۰۰۴) و یک زن خانه‌دار و ناخوشایند در فیلم بچه‌های کوچک (۲۰۰۶) تداوم یافت. او برای درخشش ابدی یک ذهن پاک و بچه‌های کوچک نامزد دریافت جایزه اسکار بهترین بازیگر زن شد و مدتی بعد در کنار کامرون دیاز در فیلم کمدی و عاشقانه تعطیلات (۲۰۰۶) که از لحاظ تجاری موفق بود، ایفای نقش کرد.
در سال ۲۰۰۸، وینسلت در فیلم جاده انقلابی نقش یک زن خانه‌دار در دههٔ ۱۹۵۰ که در آرزوی زندگی بهتر است و در فیلم کتاب‌خوان نقش نگهبان اردوگاه کار اجباری آلمان نازی را ایفا کرد. او برای کتاب‌خوان برندهٔ جایزهٔ بفتا و اسکار در رشتهٔ بهترین بازیگر نقش اول زن شد. مدتی بعد در مینی‌سریال میلدرد پیرس (۲۰۱۱) از شبکهٔ اچ‌بی‌او ایفای نقش کرد و برای این نقش‌آفرینی جایزهٔ امی ساعات پربیننده برای بهترین بازیگر زن را دریافت کرد. وینسلت در سال ۲۰۱۴ و ۲۰۱۵ نقش جنین متیوز را در سنت‌شکن و شورشی ایفا کرد و در سال ۲۰۱۵ در فیلم خیاط ایفای نقش کرد. نام خیاط در میان پرفروش‌ترین فیلم‌های استرالیایی قرار دارد. او برای ایفای نقش جوانا هافمن در استیو جابز (۲۰۱۵) به کارگردانی دنی بویل، سومین جایزهٔ بفتای خود را دریافت کرد و برای هفتمین بار نامزد دریافت اسکار شد. وینسلت در سال ۲۰۱۷ در فیلم فاجعه‌ای کوه میان ما حضور داشت و در درام واندر ویل به کارگردانی وودی آلن، نقش یک کلفت کلبی‌گر را ایفا کرد. او در سال ۲۰۲۱ با مینی‌سریال میر اهل ایست‌تاون که برایش بار دیگر برندهٔ جایزهٔ امی ساعات پربیننده و گلدن گلوب بهترین بازیگر زن شد، به شبکهٔ اچ‌بی‌او بازگشت.

## فیلم
| Films that have not yet been released | نشان‌دهندهٔ فیلم‌هایی است که هنوز اکران نشده‌اند |

| سال  | عنوان                                       | نقش                  | توضیحات          | منا.   |
| ---- | ------------------------------------------- | -------------------- | ---------------- | ------ |
| ۱۹۹۴ | موجودات آسمانی                              | ژولیت هیولم          |                  | [ ۲۵ ] |
| ۱۹۹۵ | عقل و احساس                                 | ماریان داشوود        |                  | [ ۲۶ ] |
| ۱۹۹۵ | کودکی در دربار شاه آرتور                    | پرنسس سارا           |                  | [ ۲۷ ] |
| ۱۹۹۶ | جود                                         | سو برایدهد           |                  | [ ۲۸ ] |
| ۱۹۹۶ | هملت                                        | اوفلیا               |                  | [ ۲۹ ] |
| ۱۹۹۷ | تایتانیک                                    | رز دی‌ویت بوکاتر      |                  | [ ۳۰ ] |
| ۱۹۹۸ | مراکش                                       | جولیا                |                  | [ ۳۱ ] |
| ۱۹۹۹ | پری‌ها                                       | بریجید (صدا)         |                  | [ ۳۲ ] |
| ۱۹۹۹ | دود مقدس!                                   | روت بارون            |                  | [ ۳۳ ] |
| ۲۰۰۰ | قلم‌پرها                                     | مادلین               |                  | [ ۳۴ ] |
| ۲۰۰۱ | معما                                        | هستر والاس           |                  | [ ۳۵ ] |
| ۲۰۰۱ | آیریس                                       | جوانی آیریس مرداک    |                  | [ ۳۶ ] |
| ۲۰۰۱ | بازی جنگ                                    | آنی (صدا)            | فیلم کوتاه       | [ ۳۷ ] |
| ۲۰۰۱ | سرود کریسمس: فیلم                           | بل (صدا)             |                  | [ ۳۸ ] |
| ۲۰۰۳ | زندگی دیوید گیل                             | بیتسی بلوم           |                  | [ ۳۹ ] |
| ۲۰۰۴ | درخشش ابدی یک ذهن پاک                       | کلمنتین کروچینسکی    |                  | [ ۴۰ ] |
| ۲۰۰۴ | در جستجوی ناکجاآباد                         | سیلویا لولین دیویس   |                  | [ ۴۱ ] |
| ۲۰۰۵ | عشق و سیگار                                 | چولا                 |                  | [ ۴۲ ] |
| ۲۰۰۶ | دریای عمیق سه‌بعدی                           | راوی                 | فیلم مستند       | [ ۴۳ ] |
| ۲۰۰۶ | همه مردان پادشاه                            | آن استانتون          |                  | [ ۴۴ ] |
| ۲۰۰۶ | بچه‌های کوچک                                 | سارا پیرس            |                  | [ ۴۵ ] |
| ۲۰۰۶ | برآب‌رفته                                    | ریتا (صدا)           |                  | [ ۴۶ ] |
| ۲۰۰۶ | تعطیلات                                     | آیریس                |                  | [ ۴۷ ] |
| ۲۰۰۷ | کودک و روباه                                | راوی                 | دوبلهٔ انگلیسی    | [ ۴۸ ] |
| ۲۰۰۸ | کتاب‌خوان                                    | هانا اشمیتز          |                  | [ ۴۹ ] |
| ۲۰۰۸ | جاده انقلابی                                | اوریل ویلر           |                  | [ ۵۰ ] |
| ۲۰۰۹ | شجاعت مادری: گستاخی صحبت کردن دربارهٔ اوتیسم | راوی                 | فیلم مستند       | [ ۵۱ ] |
| ۲۰۱۱ | کشتار                                       | نانسی کاوان          |                  | [ ۵۲ ] |
| ۲۰۱۱ | شیوع                                        | ارین میرس            |                  | [ ۵۳ ] |
| ۲۰۱۳ | فیلم ۴۳                                     | بث                   | بخش: گرفتن       | [ ۵۴ ] |
| ۲۰۱۳ | روز کارگر                                   | ادل ویلر             |                  | [ ۵۵ ] |
| ۲۰۱۴ | سنت‌شکن                                      | جنین متیوز           |                  | [ ۵۶ ] |
| ۲۰۱۴ | هرج‌ومرج کوچک                                | سابین دی بارا        |                  | [ ۵۷ ] |
| ۲۰۱۵ | سنت‌شکن: شورشی                               | جنین متیوز           |                  | [ ۵۸ ] |
| ۲۰۱۵ | دیزی چین                                    | باتکاپ (صدا)         | فیلم کوتاه       | [ ۵۹ ] |
| ۲۰۱۵ | استیو جابز                                  | جوانا هافمن          |                  | [ ۶۰ ] |
| ۲۰۱۵ | خیاط                                        | مارتل «تیلی» دانیج   |                  | [ ۶۱ ] |
| ۲۰۱۶ | تریپل ناین                                  | آیرینا ولاسلوف       |                  | [ ۶۲ ] |
| ۲۰۱۶ | زیبایی موازی                                | کلر ویلسون           |                  | [ ۶۳ ] |
| ۲۰۱۶ | نامهٔ گمشده                                  | راوی                 | فیلم کوتاه       | [ ۶۴ ] |
| ۲۰۱۷ | کوه میان ما                                 | الکس مارتین          |                  | [ ۶۵ ] |
| ۲۰۱۷ | واندر ویل                                   | جینی رانل            |                  | [ ۶۶ ] |
| ۲۰۱۸ | ماری و گل جادوگر                            | مادام مامبلچوک (صدا) | دوبلهٔ انگلیسی    | [ ۶۷ ] |
| ۲۰۱۹ | پرندگان از پر                               | بلانش (صدا)          |                  | [ ۶۸ ] |
| ۲۰۱۹ | سیه‌پر                                       | جنیفر                |                  | [ ۶۹ ] |
| ۲۰۲۰ | بابا یاگا                                   | بابا یاگا (صدا)      | فیلم کوتاه       | [ ۷۰ ] |
| ۲۰۲۰ | آمونیت                                      | ماری انینگ           |                  | [ ۷۱ ] |
| ۲۰۲۰ | زیبای سیاه                                  | زیبای سیاه (صدا)     |                  | [ ۷۲ ] |
| ۲۰۲۱ | از غذا تا انقراض                            | راوی                 | فیلم مستند       | [ ۷۳ ] |
| ۲۰۲۲ | آواتار: راه آب                              | رونال                |                  | [ ۷۴ ] |
| ۲۰۲۳ | لی                                          | لی میلر              | همچنین تهیه‌کننده | [ ۷۵ ] |
| ۲۰۲۵ | آواتار ۳                                    | رونال                | پس‌تولید          | [ ۷۶ ] |

## تلویزیون
| سال(ها) | عنوان                             | نقش                | توضیحات                            | منا.          |
| ------- | --------------------------------- | ------------------ | ---------------------------------- | ------------- |
| ۱۹۹۱    | فصل تاریک                         | ریت                | فصل ۶                              | [ ۷۷ ]        |
| ۱۹۹۲    | نگرش‌های انگلوساکسون               | کارولین جنینگتون   | مینی‌سریال                          | [ ۷۸ ] [ ۷۹ ] |
| ۱۹۹۲–۹۳ | برگشتن                            | النور سوئیت        | قسمت ۱۵                            | [ ۸۰ ]        |
| ۱۹۹۳    | تلفات                             | سوزان              | قسمت: «مسائل خانوادگی»             | [ ۸۱ ] [ ۸۲ ] |
| ۲۰۰۴    | غرور                              | سوکی (صدا)         | فیلم تلویزیونی                     | [ ۸۳ ]        |
| ۲۰۰۴    | پخش زنده شنبه شب                  | مهمان              | قسمت: «کیت وینسلت/امینم»           | [ ۸۴ ]        |
| ۲۰۰۵    | سیاهی‌لشکر                         | خودش               | قسمت: «کیت وینسلت»                 | [ ۸۵ ]        |
| ۲۰۱۱    | میلدرد پیرس                       | میلدرد پیرس        | مینی‌سریال                          | [ ۸۶ ]        |
| ۲۰۱۵    | سر به بیابان گذاشتن با بر گریلس   | خودش               | قسمت: «کیت وینسلت»                 | [ ۸۷ ]        |
| ۲۰۱۵    | بچهٔ برفی                          | راوی               | فیلم تلویزیونی                     | [ ۸۸ ]        |
| ۲۰۱۷    | دایانا: روزی که بریتانیا گریه کرد | راوی               | فیلم مستند                         | [ ۸۹ ]        |
| ۲۰۱۷    | خرس‌های برفی                       | راوی               | فیلم مستند                         | [ ۹۰ ]        |
| ۲۰۱۹–۲۰ | مومین‌والی                         | خانم فلیجانک (صدا) | قسمت ۶                             | [ ۹۱ ]        |
| ۲۰۲۱    | میر اهل ایست‌تاون                  | میر شیهان          | مینی‌سریال؛ همچنین تهیه‌کننده اجرایی | [ ۹۲ ]        |
| ۲۰۲۲    | من هستم...                        | روث                | قسمت: «من روث هستم»                | [ ۹۳ ]        |
| ۲۰۲۴    | رژیم                              | النا ورنام         | مینی‌سریال؛ همچنین تهیه‌کننده اجرایی | [ ۹۴ ]        |

## بازی‌های ویدئویی
| سال  | توسعه‌دهنده                | نقش         | توضیحات                       | منا.   |
| ---- | ------------------------- | ----------- | ----------------------------- | ------ |
| ۲۰۱۵ | شورشی– حقیقت از پا افتاده | جینی متیهوز | واقعیت مجازی سامسونگ گیر وی‌آر | [ ۹۵ ] |

## تئاتر
| سال  | تولیدکننده       | نقش            | محل برگزاری           | منا.   |
| ---- | ---------------- | -------------- | --------------------- | ------ |
| ۱۹۹۴ | آنچه پیشخدمت دید | جرالدین بارکلی | رویال اکسچینج، منچستر | [ ۹۶ ] |

## ترانه‌شناسی
| سال  | موسیقی‌متن                   | ترانه                  | ناشر             | منا.   |
| ---- | --------------------------- | ---------------------- | ---------------- | ------ |
| ۱۹۹۴ | موجودات آسمانی              | «تک‌خوانی ژولیت»        | بی‌ام‌جی           | [ ۹۷ ] |
| ۲۰۰۱ | سرود کریسمس: فیلم           | «چه می‌شد اگر»          | ئی‌ام‌آی           | [ ۹۸ ] |
| ۲۰۰۵ | تربیت‌کنندهٔ سگ ساندرا بونتون | «به چرت‌زدنی نیاز دارم» | بوینتن رکوردینگز | [ ۹۹ ] |

## کتاب صوتی
| سال  | عنوان                        | نقش    | منا.            |
| ---- | ---------------------------- | ------ | --------------- |
| ۱۹۹۵ | عقل و احساس                  | گوینده | [ ۱۰۰ ]         |
| ۱۹۹۹ | به قصه‌گو گوش بده             | گوینده | [ ۱۴ ]          |
| ۲۰۱۲ | ترز راکن                     | گوینده | [ ۱۰۱ ] [ ۱۰۲ ] |
| ۲۰۱۲ | آقای گام، تو مرد بدی هستی!   | گوینده | [ ۱۰۳ ]         |
| ۲۰۱۴ | ماتیلدا                      | گوینده | [ ۱۰۴ ]         |
| ۲۰۱۴ | انگشت جادویی                 | گوینده | [ ۱۰۵ ]         |
| ۲۰۲۳ | فصل تاریک: میراث در حال ترقی | ریت    | [ ۱۰۶ ]         |